# Leucauge bengalensis
Leucauge bengalensis este o specie de păianjeni din genul Leucauge, familia Tetragnathidae, descrisă de Gravely în anul 1921. Conform Catalogue of Life specia Leucauge bengalensis nu are subspecii cunoscute.